# Asura aurora
Asura aurora là một loài bướm đêm thuộc phân họ Arctiinae, họ Erebidae.